# Rosemarie Will

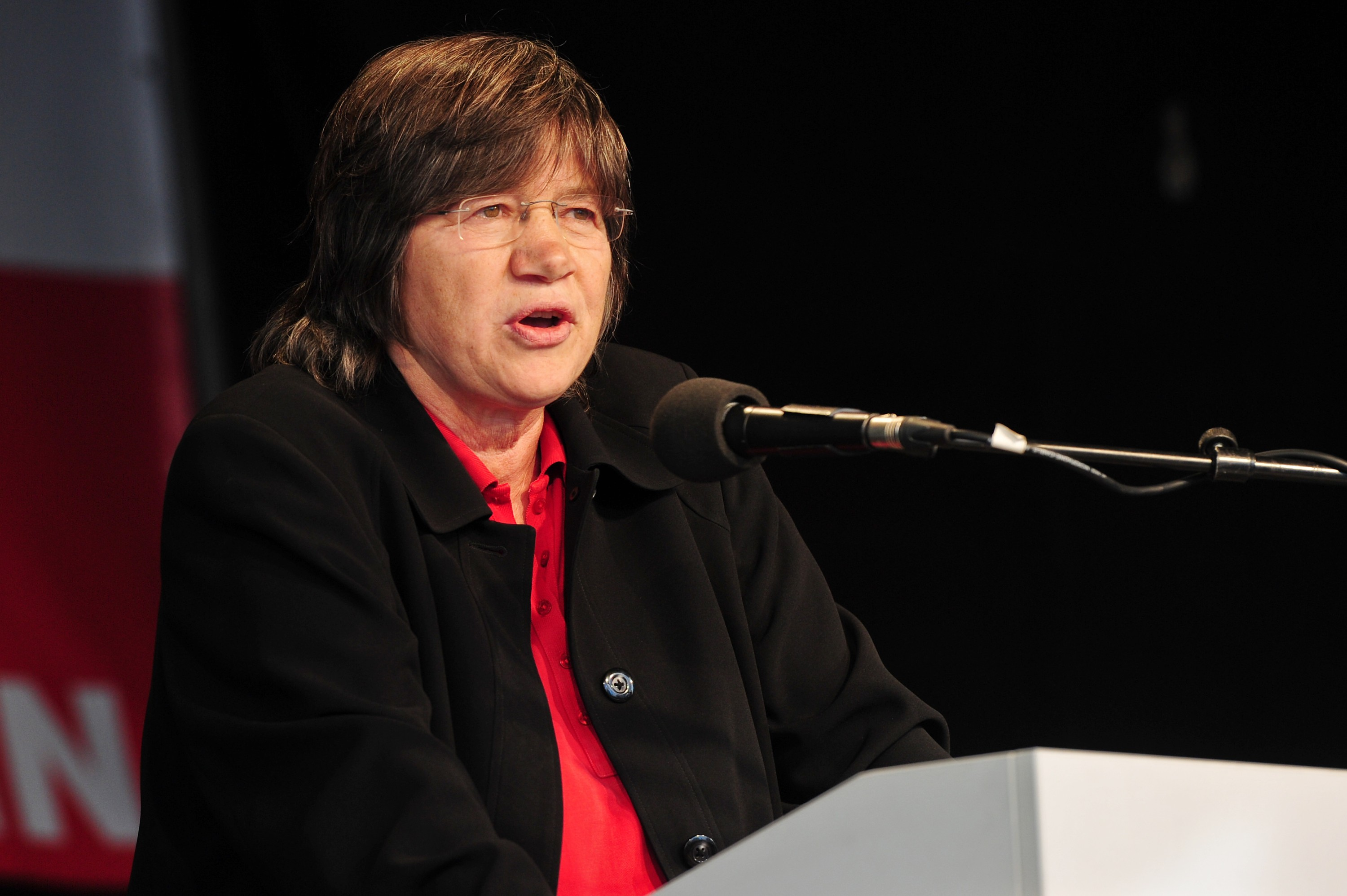
Rosemarie Will, 2010

Rosemarie Will geb. Flick (* 25. August 1949 in Bernsdorf) ist eine deutsche Rechtswissenschaftlerin und Hochschullehrerin. Von 1989 bis 2014 war sie Professorin an der Humboldt-Universität zu Berlin.

## Leben und Wirken
Rosemarie Will wurde 1949 als Rosemarie Flick in Bernsdorf (Oberlausitz) geboren. 

### Beruflicher Werdegang
Nach dem Abitur 1968 in Kamenz studierte sie von 1969 bis 1973 Rechtswissenschaft an der Humboldt-Universität zu Berlin. Von 1973 bis 1979 war sie dort im Rahmen eines Forschungsstipendiums wissenschaftliche Assistentin. 1977 promovierte Will mit der Arbeit Studien zum Kampf der Arbeiterklasse um soziale Grundrechte im Kapitalismus, unter besonderer Berücksichtigung der BRD. 1979/1980 folgte ein Studienaufenthalt in der Sowjetunion an der Universität Lwow. Von 1980 bis 1983 war sie an der Akademie der Wissenschaften der DDR im Institut für Staats- und Rechtstheorie tätig.
1983 habilitierte sich Will an der Humboldt-Universität zu Berlin für Öffentliches Recht mit der Arbeit „Studie über die Rolle des Staates in der politischen Organisation der sozialistischen Gesellschaft“ und vertritt hier u. a. die Meinung: „Der bürgerliche Staat als der unumstritten wichtigste Teil der politischen Macht der herrschenden Klasse mußte von der Arbeiterklasse in der proletarischen Revolution zerschlagen werden.“ 1984 wurde Will Hochschuldozentin. Von 1988 bis 1990 arbeitete sie im Forschungsprojekt Moderner Sozialismus gemeinsam mit Michael Brie, Dieter Segert, Rainer Land und anderen. 
Im September 1989, kurz vor Zusammenbruch der DDR, wurde Will als ordentliche Professorin für Staatsrecht an die Humboldt-Universität berufen. Von 1990 bis 1993 war Rosemarie Will Dekanin des Fachbereichs Rechtswissenschaft an der Humboldt-Universität. Von 1993 bis zur Emeritierung im Oktober 2014 war sie dort – nach Bewerbung und Neuberufung – auch nach dem bundesdeutschen Hochschulrecht Professorin für Öffentliches Recht, Staatslehre und Rechtstheorie. Forschungsaufenthalte führten Will an die Juristischen Fakultäten der Universität Basel (1997/98) und der Staatlichen Universität Sankt Petersburg (2010).
Von 1993 bis 1995 war sie wissenschaftliche Mitarbeiterin am Bundesverfassungsgericht im Dezernat von Dieter Grimm. 1996 wurde sie gegen öffentlichen Widerstand als Verfassungsrichterin des Landes Brandenburg berufen. Dieses Amt übte sie bis 2006 aus.

### Privates
Rosemarie Will ist geschieden und Mutter zweier Kinder.

## Politische Betätigung
Rosemarie Will trat 1968 oder 1969 der SED bei. 1976 wurde sie zur FDJ-Sekretärin gewählt, später zur Propagandafunktionärin der FDJ-Grundorganisation an der Humboldt-Universität.
Dieser Kreis von Wissenschaftlern, ganz überwiegend Mitglieder der SED, sammelte Argumente gegen die Wiedervereinigung und arbeitete an Analysen und Reformkonzepten, die die DDR demokratisieren, die Wirtschaft öffnen, einen sozialen und ökologischen Umbau der Gesellschaft einleiten und die Ost-West-Konfrontation überwinden sollten. Rosemarie Will beschäftigte sich in besonderem Maße mit der Frage nach den Strukturen eines sozialistischen Rechtsstaats und den Wegen dahin.
Im Jahr des Mauerfalls 1989 vertrat Will folgende Positionen: „Die BRD-Politik der Obhutspflicht gegenüber DDR-Staatsbürgern ist eine völkerrechtswidrige Politik der Stärke. Dies kann nicht allein durch die DDR unterbunden werden.“ Anfang Dezember 1989 unterzeichnete sie anlässlich des außerordentlichen Parteitags der SED den Aufruf „Für eine sozialistische Partei der DDR“. Hier forderte sie: „Auf Grundlage ihrer geostrategischen Lage hat die DDR einen besonderen Beitrag zur Herausbildung kooperativer Sicherheitsstrukturen zwischen NATO und Warschauer Vertrag zu leisten. Die DDR sollte eine Einbeziehung in die westeuropäische Integration als souveräner Partner anstreben und zugleich aktiv die Revitalisierung der sozialistischen ökonomischen Zusammenarbeit betreiben und so als Mittler für das Entstehen eines gesamteuropäischen Wirtschaftsraumes wirken.“ Mitte Dezember 1989, vor dem zweiten Teil des Außerordentlichen Parteitags, trat Will aus der SED aus.
Will war weiter als Verfassungsrechtsberaterin für den Unabhängigen Frauenverband tätig und arbeitete am Verfassungsentwurf des Zentralen Runden Tisches der DDR mit.
In ihrem akademischen Lebenslauf nennt Will ihre Mitgliedschaft in SED und FDJ nicht.
Will trat 1993 oder 1994 der SPD bei und wurde 1996 beratendes Mitglied der SPD-Grundwertekommission.
Seit 1991 ist sie Mitglied der Humanistischen Union und war von 2005 bis 2013 Vorsitzende des Bundesvorstandes. Will ist Mitherausgeberin der politisch-wissenschaftlichen Monatszeitschrift Blätter für deutsche und internationale Politik. Seit 1995 ist sie Mitglied des Deutschen Juristinnenbundes (djb). Dort leitete sie von 2007 bis 2010 das vom Land Brandenburg geförderte Projekt Juristinnen in der DDR.
2011 produzierte Will den Dokumentarfilm Der Fall Modrow, der die Strafprozesse gegen den letzten Vorsitzenden des Ministerrates der DDR Hans Modrow wegen Fälschung der DDR-Kommunalwahlen 1989 und seines Meineids vor dem Sonderausschuss zur Untersuchung von Amts- und Machtmissbrauch infolge der SED-Herrschaft thematisiert.
Sie gehört zu den Unterstützern der Charta der Digitalen Grundrechte der Europäischen Union, die Ende November 2016 veröffentlicht wurde.
In der Diskussion um die Verfassungsmäßigkeit der §§ 95 und 110 des Berliner Hochschulgesetzes vertrat Will gemeinsam mit dem Rechtsanwalt Michael Plöse in einem von der GEW Berlin in Auftrag gegebenen Gutachten entgegen ihrem Kollegen Matthias Ruffert die Auffassung, dass das Land Berlin für die gesetzliche Verpflichtung der Hochschulen zu Anschlusszusagen an bestimmte befristet beschäftigte Postdocs die Gesetzgebungskompetenz habe, indem die Regelungsmaterie in das Hochschulrecht und nicht das Arbeitsrecht falle, und die Hochschulen auch nicht in ihren Grundrechten verletze.

## Schriften
- mit Hans-Jürgen Will: Studien zum Kampf der Arbeiterklasse um soziale Grundrechte im Kapitalismus, unter besonderer Berücksichtigung der BRD. 1977 (Dissertation A, HU Berlin 1977).
- Studie über die Rolle des Staates in der politischen Organisation der sozialistischen Gesellschaft. 1983 (Dissertation B, HU Berlin 1983).
- mit Michael Brie u. a.: Sozialismus in der Diskussion: Studie zur Gesellschaftsstrategie. Dietz, Berlin 1989.
- Hrsg.: Rechtswissenschaft in der DDR: Was wird von ihr bleiben? Pro-Universitate-Verlag, Sinzheim 1995, ISBN 3-930747-25-1.
- Eigentumstransformation unter dem Grundgesetz: Antrittsvorlesung, 29. Juni 1995, Humboldt-Universität zu Berlin, Juristische Fakultät (PDF; 104 kB). HU Berlin, Berlin 1996.
- mit Elena Gritsenko: Rechtsschutzmöglichkeiten kommunaler Subjekte in Russland und Deutschland. Kovač, Hamburg 2013.